# Bigwall-Klettern

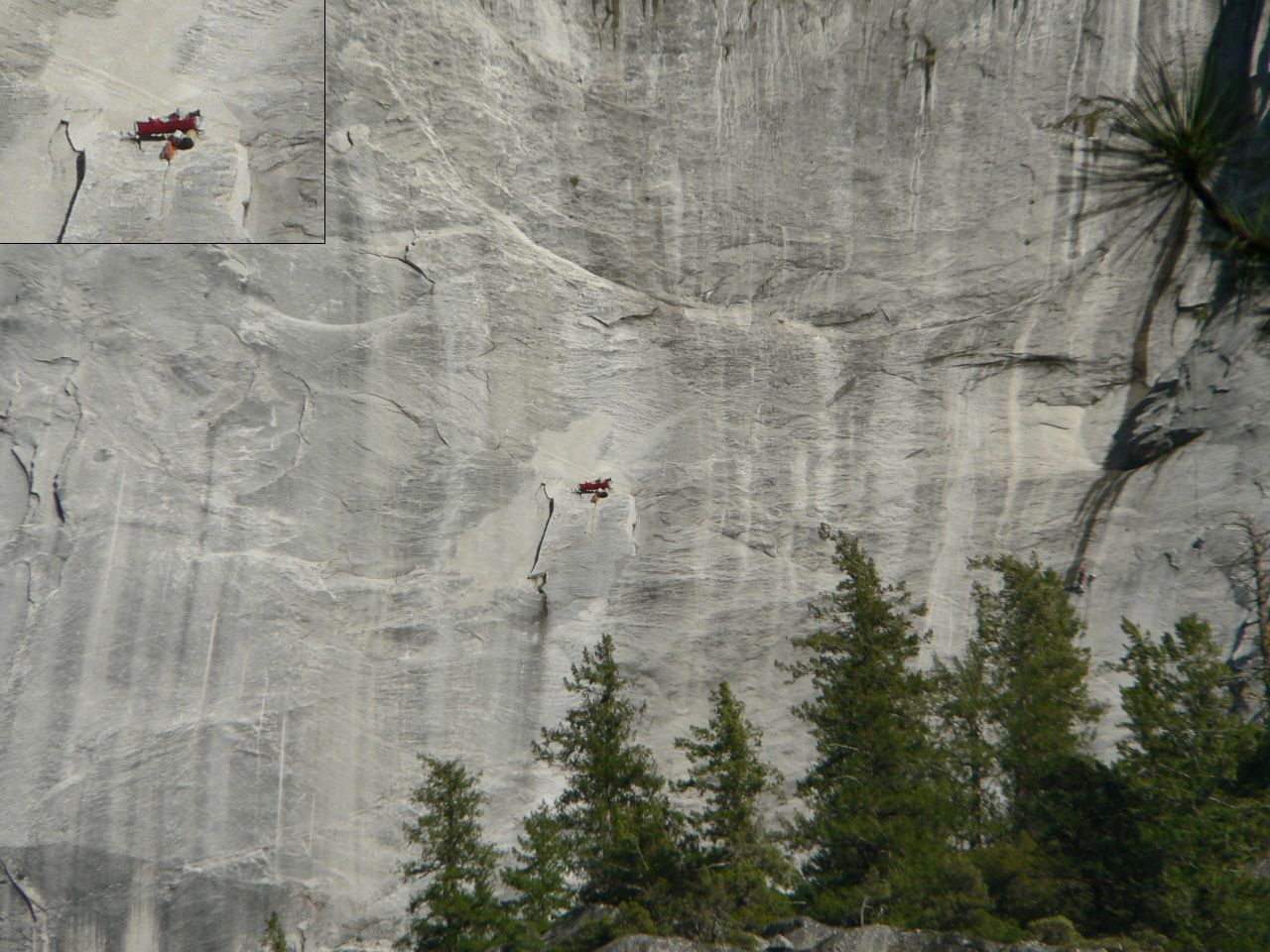
Biwak in einer Felswand im Yosemite-Nationalpark

Bigwall-Klettern ist eine Bezeichnung aus dem Klettersport und beschreibt die Durchsteigung einer Felswand, die als „Bigwall“ bezeichnet wird. Ein Bigwall (engl. big wall, „große Wand“) ist eine Felswand, deren Durchsteigung aufgrund ihrer Höhe (mehrere hundert Meter) und ihrer Kletterschwierigkeit mehrere Tage in Anspruch nehmen kann. Der Begriff Bigwall tauchte erstmals in den 1950er und 1960er Jahren in den USA auf und bezog sich auf Felswände im Yosemite-Tal, insbesondere auf die des Half Dome und des El Capitan. Diese Wände wurden damals dank der Entwicklung neuer technischer Hilfsmittels erstmals durchstiegen. Die Fortschritte der Klettertechnik der 1980er Jahre haben es Spitzenkletterern ermöglicht, einen Bigwall in weniger als einem Tag zu durchsteigen, bzw. ehemals technisch begangene Bigwalls frei zu klettern.
Bigwalls werden in der Regel von Zweier-Seilschaften durchgeführt. Es unterscheidet sich vom klassischen Begehungsstil dadurch, dass in der Regel der Nachsteiger, um Zeit und Energie zu sparen, mit Hilfe von Steigklemmen an einem Fixseil zum nächsten Stand aufsteigt. Im deutschen Sprachgebrauch „jümart“ der Nachsteiger (engl. jumaring), abgeleitet vom Namen der Steigklemme der Schweizer Firma Jümar. In Bigwalls sind neben normalen Kletter-Passagen, die meist mit mobilen Sicherungsmitteln abgesichert werden müssen, längere Abschnitte mit künstlichen Hilfsmitteln zu klettern, die eine umfangreiche Spezial-Ausrüstung erfordern. Proviant, Wasser und Biwakmaterial werden nicht auf dem Rücken in Rucksäcken transportiert, sondern in sogenannten Haulbags verstaut und nachgezogen.

## Charakter von Bigwall-Routen

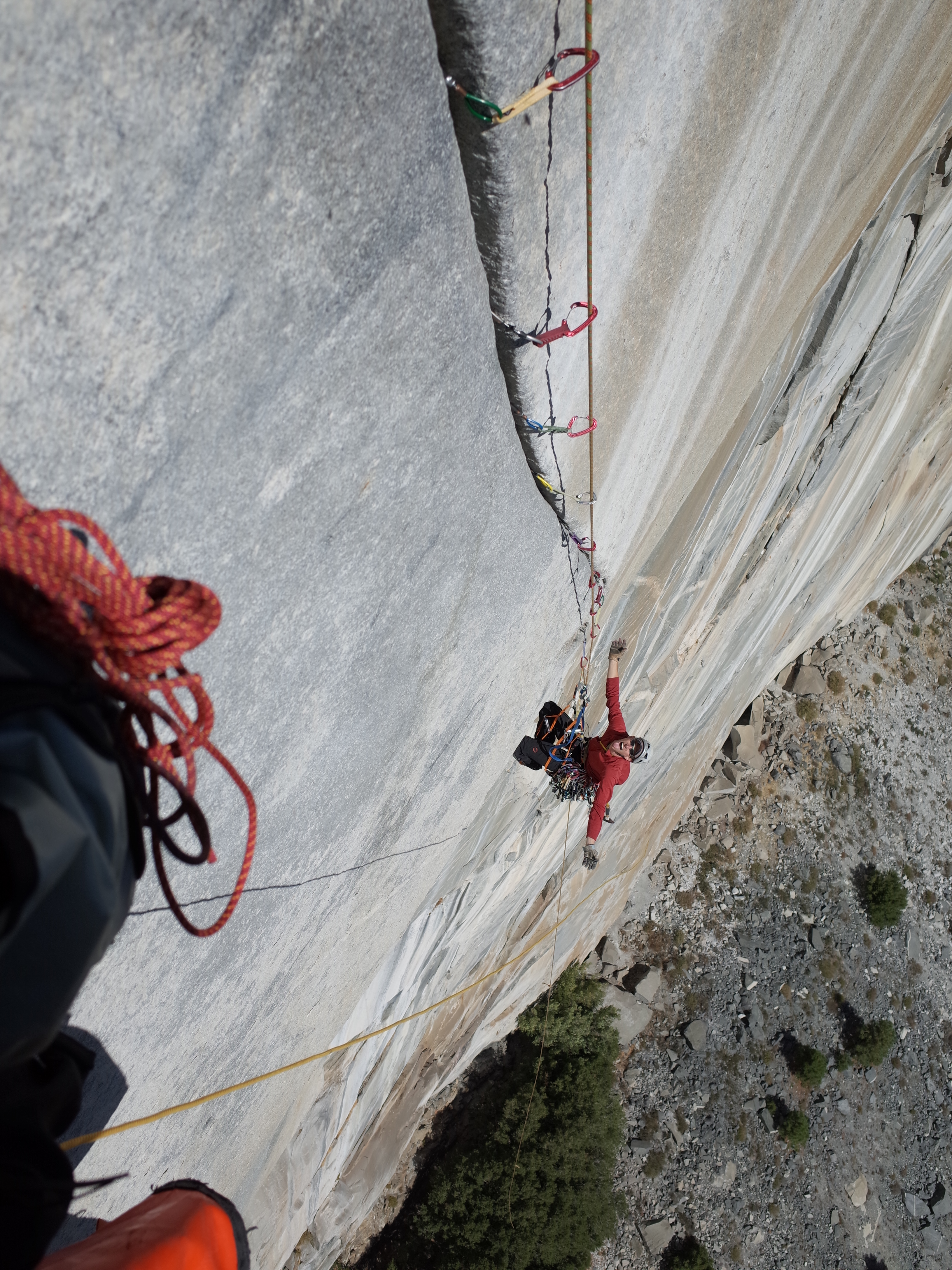
Typische Risskletterei am El Capitan mit mobilen Sicherungsmitteln

El Capitan im Yosemite-Nationalpark ist wohl der berühmteste Bigwall der Welt. Abgesehen von Speed-Begehungen und langwierigen Frei-Kletter-Versuchen benötigen die meisten Seilschaften zwei bis fünf Tage, um den Ausstieg zu erreichen. Bigwalls befinden sich außerhalb des Yosemite-Nationalparks häufig in abgelegenen Gebieten wie Grönland, Baffin Island oder Patagonien. Bigwall-Routen sind lang und meist sehr exponiert. Kletterer und Kletterinnen bleiben während des gesamten Aufstiegs in der Felswand, wobei es oft nur wenige Möglichkeiten gibt, sich auf Felsbändern oder Vorsprüngen hinzusetzen. Fluchtmöglichkeiten aus der Wand sind nach langen Quergängen oder oberhalb großer Dächer oft schwierig. Bigwall-Klettern gilt daher als ernsthafteres Unterfangen als das Klettern von Mehrseillängenrouten.
Um in der Wand zu biwakieren, wenn es keine geeigneten Felsvorsprünge oder Bänder gibt, wurden Portaledges entwickelt. Diese sind eine Weiterentwicklung der anfangs eingesetzten Hängematten. Es besteht aus einem mit Stoff bespannten starren Untergestell. Die nicht am Körper getragene Ausrüstung wird in einem großen Sack verstaut, dem sogenannten Haulbag, der bis zu 100 kg wiegen kann. Der Haulbag wird nachgezogen, was mit einem erheblichen Kraftaufwand verbunden ist, vor allem in geneigteren Passagen, wo zum Gewicht des Haulbags auch noch die Reibung am Fels hinzukommt.

## Klettern im Bigwall-Stil
Bigwall-Klettern geht durch schwieriges technisches Klettern und die Notwendigkeit, Material für mehrere Tage mitzunehmen, über die Anforderungen normaler Mehrseillängen-Routen hinaus. Es verlangt spezielle Ausrüstung und Techniken. Der grundlegende Ablauf des Kletterns ist wie folgt:
- Der Vorsteiger klettert vom letzten Standplatz aus eine Seillänge frei und/oder mit technischen Hilfsmitteln, wobei er zu dem normalen Kletterseil ein zweites Seil (das Haul-Seil) hinter sich herzieht. Am Stand angekommen, sichert sich der Vorsteiger mit dem Kletterseil an den Standsicherungen und fixiert dort auch das Kletterseil, nachdem er es straffgezogen hat.
- Dann zieht der Vorsteiger das Haul-Seil straff und richtet für dieses ein Seilzugsystem mit Rücklaufsperre ein. Anschließend löst der Nachsteiger den Haulbag vom unteren Stand, so dass dieser frei am Haul-Seil hängt. Während der Nachsteiger am Kletterseil zum oberen Stand jümart und dabei die Ausrüstung mitnimmt (er/sie „cleant “die Seillänge), zieht der Vorsteiger den Haulbag zu sich hoch.
- Ist der Haulbag oben angekommen, wird er an der Standsicherung fixiert. Wenn der Zweite den Stand erreicht hat, fixiert auch er sich an den Standsicherungen. Dann ordnet das Team die Seile und bereitet die Ausrüstung für die nächste Seillänge vor.

Dieser Vorgang wiederholt sich, bis der Biwakplatz für die Nacht erreicht ist. Die Führung wird meist nur an guten Standplätzen gewechselt, um das Seil- und Materialhandling zu vereinfachen.
Das Vorankommen im Bigwall kann durch die Anwendung der sogenannten Raupentechnik signifikant beschleunigt werden. Dabei klettert der Vorsteiger solo, aber mit Selbstsicherung (Rope Solo) weiter, nachdem er Haul-Seil und Kletterseil des Nachsteigers am oberen Stand fixiert hat. Während der Vorsteiger weiterklettert, cleant der Nachsteiger die letzte Seillänge und zieht dann den Haulbag nach.

## Abgrenzung Bigwall-Klettern zu Klettern in hohen Wänden
Eine allgemeingültige Definition für „Bigwall-Klettern“ gibt es nicht. Im deutschsprachigen Raum werden Bigwalls nach dem Routencharakter und dem Begehungsstil definiert. Die englische Bezeichnung „big wall“ für „hohe Wand“ greift hier zu kurz. Als „big wall“ werden im angelsächsischen Raum die Große Zinne genannt, die Marmolata-Südwand und die Westwand des Petit Dru. Auch die Ha-He-Verschneidung an der Dreizinkenspitze wird als „big wall“ bezeichnet. Routen in hohen Felswände würden im Deutschen nur, weil sie hoch sind, nicht als Bigwall bezeichnet werden.

## Ausrüstung für Bigwall-Klettern

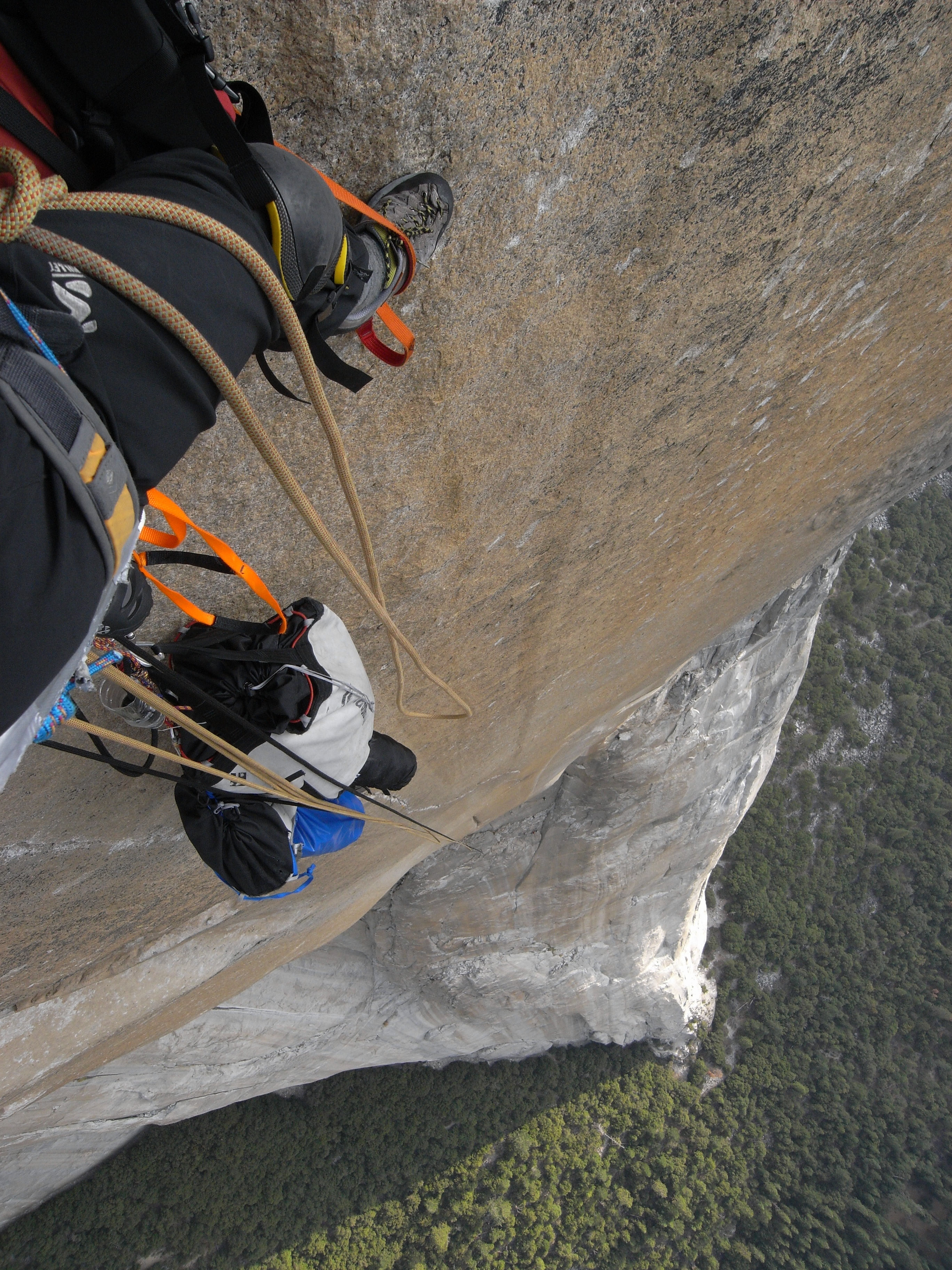
Blick auf den unter dem Stand hängenden Haulbag (The Shield, El Capitan)

Bigwalls erfordern durch Routencharakter und Begehungsstil einen erheblich höheren Materialbedarf im Vergleich zu langen Mehrseillängen-Routen. Neben normaler Kletterausrüstung wie Klettergurt, Helm, Kletterseil, Ausrüstung zum Standbau und angepasster Kleidung kommen folgende Ausrüstungsgegenstände in Bigwalls zum Einsatz:
- viele Karabiner und Expresssets,
- Hammer und Hakenmaterial von kleinen Mikrohaken wie Camhooks über Copperheads bis zu großen Profilhaken,[3]
- mobile Sicherungsmittel wie asymmetrische Klemmkeile und vor allem Cams aller Art,[9]
- Cliffhanger verschiedener Größe,
- Steigklemmen (Jümar) für den Nachstieg,
- Haulbag, Haul-Seil, eine lange Reepschnur, um den Haulbag kontrolliert in die Haul-Position zu manövrieren,[4][7]
- Seilrollen, Rücklaufbremse, um den Haulbag hochzuziehen, und u. U. Material, um einen Flaschenzug zu bauen,[4]
- Biwakmaterial wie Portaledge, Isomatte, Schlafsack, Kocher mit Topf und Feuerzeug,[7]
- Wasser und Proviant.

## Wichtige Gebiete für das Bigwall-Klettern
Für die Entwicklung des Bigwall-Kletterns wichtige Gebiete sind:
- El Capitan und Half Dome im Yosemite Nationalpark, USA. Dies ist der berühmteste Bigwall-Treffpunkt der Welt.[2][8]
- Trango-Towers im Karakorum in Pakistan. Bekannt sind der „Nameless Tower“ für seine Schönheit und die Ostwand bzw. der Ostpfeiler des Great-Trango-Tower als die längsten Bigwall-Klettereien der Welt.[10]
- Mount Asgard und Mount Thor in Baffin Island, Kanada. In den frühen 1970er Jahren wies der britische Bigwall-Kletterer Doug Scott auf die riesigen Klettermöglichkeiten auf Baffin Island hin, und Charlie Porter gelang dort der erste Grade-VII Bigwall.[2][8]
- Torres del Paine im chilenischen Patagonien. Für Bigwall-Klettern von britischen und italienischen Bergsteigern in den frühen 1960er Jahren entdeckt.[11]
- Cerro Torre und Fitz Roy in Patagonien, Argentinien. Der Cerro Torre ist eines der bekanntesten Ziele für Bigwall-Klettern.[11][8]
- Ulvetanna in Neuschwabenland, Queen Maud Land in der Ostantarktika, Norwegen. Gilt als die „letzte Grenze“ im Bigwall-Klettern.[2][11][12]

Neben den oben genannten Gebieten werden noch an vielen anderen hohen Felswänden Bigwalls geklettert. Sie waren jedoch für die Entwicklung des Bigwall-Kletterns nicht so bedeutend; dazu gehören die Trollwand (Norwegen), Cerro Autana (Venezuela), Naranjo de Bulnes (Spanien), das Tsaratanana-Massiv (Madagaskar), Potrero Chico (Mexiko), Ketil (Grönland) sowie Notch Peak und The Streaked Wall (Utah, USA).
Gebiete in den Alpen mit bekannten, nicht zu schweren Bigwalls befinden sich z. B. in den Klettergebieten von Arco, des Val di Mello oder des Tessin. Aber auch in den Urner Alpen und im Klettergebiet Verdonschlucht wurden interessante Bigwalls erschlossen. Kurze Technorouten finden sich z. B. im Maltatal.

## Geschichte des Bigwall-Kletterns

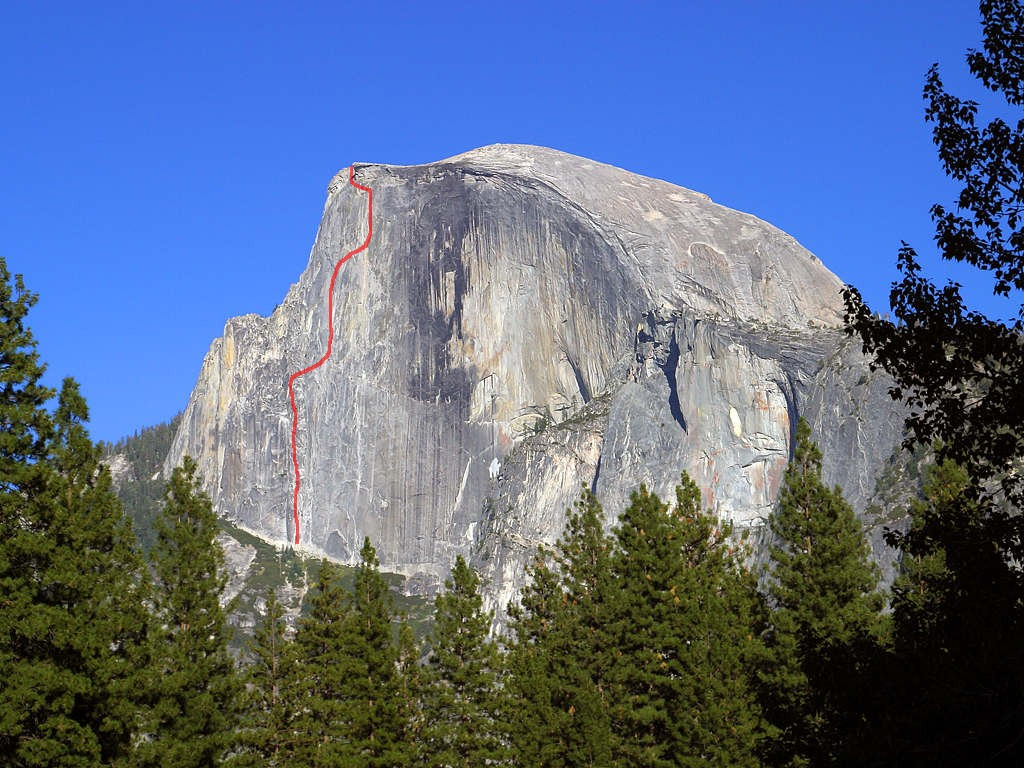
Half Dome mit dem Routenverlauf der Regular NW-Face

Als Beginn des modernen Bigwall-Klettern wird häufig die Erstbegehung der Regular Route in der Half-Dome-Nordwestwand im Jahr 1957 durch Royal Robbins, Jerry Gallwas und Mike Sherrick gesehen. Bei seinem ersten Begehungsversuch im Jahr 1955 gab Robbins nach etwa 150 m auf, nicht wegen der Kletterschwierigkeiten „sondern vielmehr, weil uns die vertikale Weite einschüchterte“. Kletterpassagen wie die Robbins-Traverse, Zig-Zag-Risse und das Thank Gods Ledge sind legendär geworden, ebenso wie der Biwakplatz Big Sandy, ein schmales Band, das 550 m über dem Einstieg liegt.
1958 gelangen Warren Harding, Wayne Merry, George Whitmore und Rich Calderwood die Erstbegehung der Nose am El Capitan. Nach insgesamt 47 Klettertagen, 600 Haken und 125 Bohrhaken sowie unter Verwendung von Fixseilen erreichten sie schließlich den Ausstieg. Bei ihrem finalen Durchstieg waren sie 11 Tage ununterbrochen in der Wand. Die Besteigung fand zwar weltweite Anerkennung, war aber wegen des übermäßigen Einsatzes von Hilfsmitteln umstritten. John Long konstatierte: „Niemand hatte daran gedacht, am Al Cap zu klettern, bevor Harding und Co. begannen, die unteren Seillängen der Nose einzurichten. In den zehn Jahren nach ihrer Erstbegehung wurde diese Route zur besten und bekanntesten Kletterroute der Welt“.

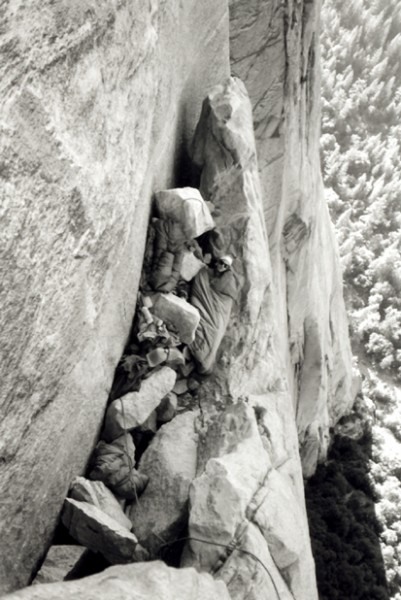
Biwak auf der Hollow Flake bei der Erstbegehung der Salathé

Mit der Erstbegehung der Routen Salathé (1961) und Northamerican Wall (1964) am El Capitan prägte Robbins nachhaltig die Ethik der Erschließung von Bigwall-Routen. Er propagierte, den Einsatz von Hilfsmitteln auf ein Minimum zu beschränken und natürliche Schwachstellen einer Wand auszunutzen. Es ist charakteristisch für Royal Robbins, dass das Kletter-Team, das neben Robbins aus Tom Frost und Chuck Pratt bestand, bei der Erstbegehung der Salathé in 300 m Höhe beschloss, ihre Hilfsseile, die sie für einen Rückzug hätten nutzen können, zum Wandfuss hinabzuwerfen. Jetzt gab es nur noch den Weg nach oben, ohne Hoffnung auf Bergrettung im Falle von Problemen. „Kein neuer Bigwall von der Länge und Schwierigkeit der Salathé am El Cap wurde jemals in einem Zug ohne Fixseile bewältigt“, schrieben Steve Roper und Allen Steck im Jahr 1996. Diese Aussage ist nicht ganz richtig. Robbins erklärte in einem Interview, dass sie in 2½ Tagen bis zum Heart-Ledge kletterten und dann an sechs Fixseilen zum Boden zurückkehrten. Einige Tage später stiegen sie an diesen Fixseilen wieder zum Heart-Ledge auf, von wo aus sie die Begehung fortsetzten, nachdem sie drei der Fixseile die Wand hinabgeworfen hatten.
Zwei Personen haben das Bigwall-Klettern in den 1970er Jahren am El Capitan vorangetrieben, Charlie Porter und Jim Bridwell, beginnend mit der ersten Rope-Solo-Begehung der New Dawn Wall im Jahr 1972 durch Porter. Zu seinen acht zum Teil wegweisenden Erstbegehungen am El Capitan gehören The Shield mit der berühmten Seillänge mit 35 aufeinanderfolgenden Mikro-Haken (Rurps), Mescalito, die durch die Platten rechts der Nose verläuft und für deren Begehung kein Bohrmeißel mitgenommen wurde, sowie Excalibur mit seinen vielen Off-Width-Rissen. Bridwell war ein Bindeglied zwischen den Kletterern der 1960er Jahre und denen der 1970er Jahre. In den 1970er Jahren war er der „ungekrönte König“ im Yosemite Valley und brachte das technische Klettern mit spektakulären Erstbegehungen am El Capitan auf eine neue Stufe. Dazu gehörten die damals härtesten Routen der Welt, nämlich die Pacific Ocean Wall und Sea of Dreams mit der berüchtigten A5-Seillänge mit dem Namen „Hook or Book“, der ersten sogenannten „Wenn du fällst, bist du tot“-Seillänge am El Capitan.
Im September 1973 vollendeten Bev Johnson und Sybille Hechtel die erste rein weibliche Begehung eines Bigwalls. Sie wählten die Tripple-Direct-Route am El Capitan, eine Routenkombination, die mit der Salathé beginnt und über die Muir-Wall zu den Ausstiegslängen der Nose führt. Der Druck, der auf ihnen lastete, war enorm. Noch nie zuvor hatte ein reines Frauenteam eine Route am El Capitan geklettert. Hechtel erinnerte sich, dass Männer ihr angeboten hatten, sie „hinaufzuführen“. Sie sehnte sich aber nach mehr Autonomie. Außerdem befürchtete sie, dass die Männer sie unter Druck setzen könnten, mit ihnen zu schlafen. „Ein Rückzug aus der Wand kommt unter keinen Umständen in Frage“, erinnert sie sich, wie Bev Johnson sie warnte. „Wir werden das nie verwinden“. Als das American Alpine Journal Hechtels Geschichte druckte, entfernten die Redakteure ihren ursprünglichen Titel „Walls Without Balls“. Nichtsdestotrotz wurde der Satz legendär - symbolisch für den Kampf für weibliche Unabhängigkeit.

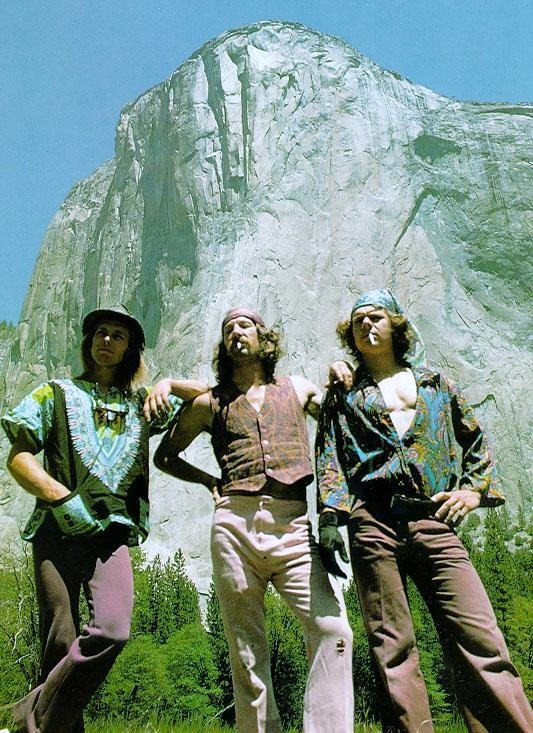
Jim Bridwell, Billy Westbay und John Long nach ihrer NIAD 1975

1975 stießen Jim Bridwell, Billy Westbay und John Long in einer Ausgabe des Mountain Magazines auf das Bild von Reinhold Messner und Peter Habeler in Kniebundhosen und roten Bergführerpullover. Der Artikel handelte von deren zehnstündiger Blitz-Besteigung der Eiger-Nordwand als der größten Speed-Besteigung aller Zeiten. „Zeit für uns zu checken und berühmt zu werden“ sagte Bridwell, nachdem er die Zeitschrift fast ins Feuer geworfen hätte. Am darauffolgenden Memorial Day 1975 stiegen Bridwell, Westbay und Long um 4:30 Uhr morgens in die Nose am El Capitan ein, um die erste eintägige Begehung zu versuchen. Sie kannten die Route und Bridwell hatte einen Routenplan auf Millimeterpapier ausgearbeitet. Long führte die ersten 17 Seillängen und kletterte größtenteils frei in den Stoveleg Crags. Um 7:15 Uhr waren sie bereits auf der Boot-Flake und rauchten. Westbay übernahm dann die Führung und raste hinauf zum Great Roof und kämpfte sich anschließend die senkrechten Piazrisse und Verschneidungen zum Camp 6 hinauf, einem kleinen, dreieckigen Felsvorsprung nur 200 m unterhalb des Ausstiegs. Bridwell übernahm die Führung der folgenden Seillängen, die häufig technische Kletterei erfordern. Um 17:25 Uhr, etwa 15 Stunden nach dem Einstieg, erreichten sie den Ausstieg. „Nose in a Day“, oder NIAD, wurde seitdem hunderte Male von Teams aus aller Welt geklettert. Es war auch nicht die erste Speed-Kletterei im Yosemite, aber NIAD hatte eine letzte psychologische Barriere durchbrochen. Danach dominierte der Gedanke, dass alles möglich ist, wenn man es nur träumt.

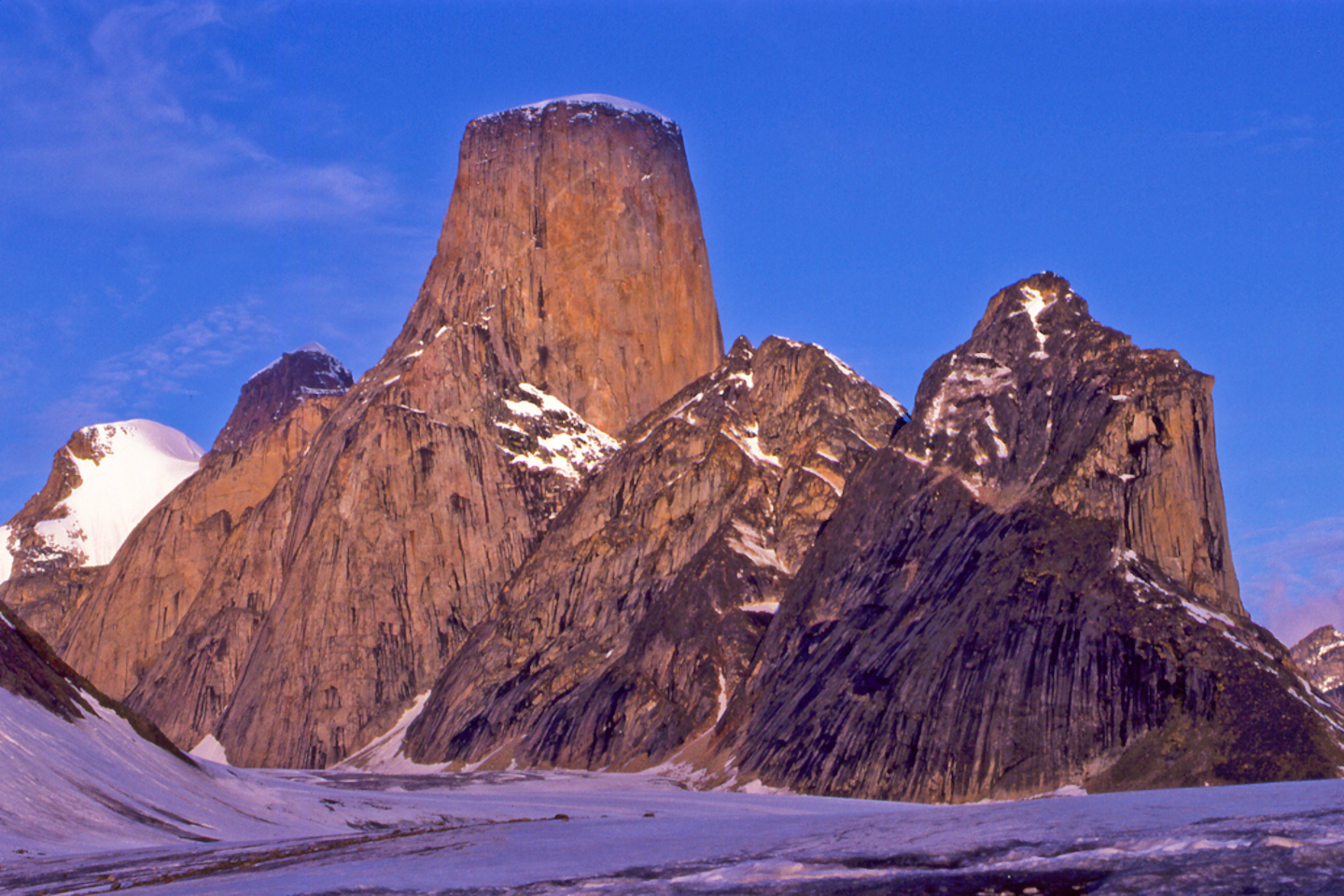
Mount Asgard, Baffin island

Im September 1975 gelang Charlie Porter im Alleingang eine neue Route in der riesigen und abgelegenen Nordwand des Nordturms des Mt. Asgard auf Baffin Island. Er transportierte über einen Monat lang Klettermaterial und Proviant über eine Strecke von 60 km vom Außenposten Pangnirtung zum Einstieg der Route. Dann kletterte er alleine neun Tage lang bis zum Gipfel des Nordturms. Dabei sicherte er sich selbst (Rope-Solo) was das Fortkommen verlangsamt und mit einem erheblichen Kraftaufwand verbunden ist. Porter zog sich beim Aufstieg eine schwere Fußverletzung zu. Nachdem er wieder am Wandfuß angekommen war, musste er seinen Stiefel aufschneiden, um den geschwollenen Fuß zu entlasten. Obwohl er seit 10 Tagen nichts gegessen hatte, ging er noch fast 50 km bis zum nächsten Dorf, was eine weitere Woche dauerte. „Die größte Leistung in Baffin, der Arktis oder wahrscheinlich überall“, schrieb Doug Scott über Porters weltweit erste Grade-VII Route.

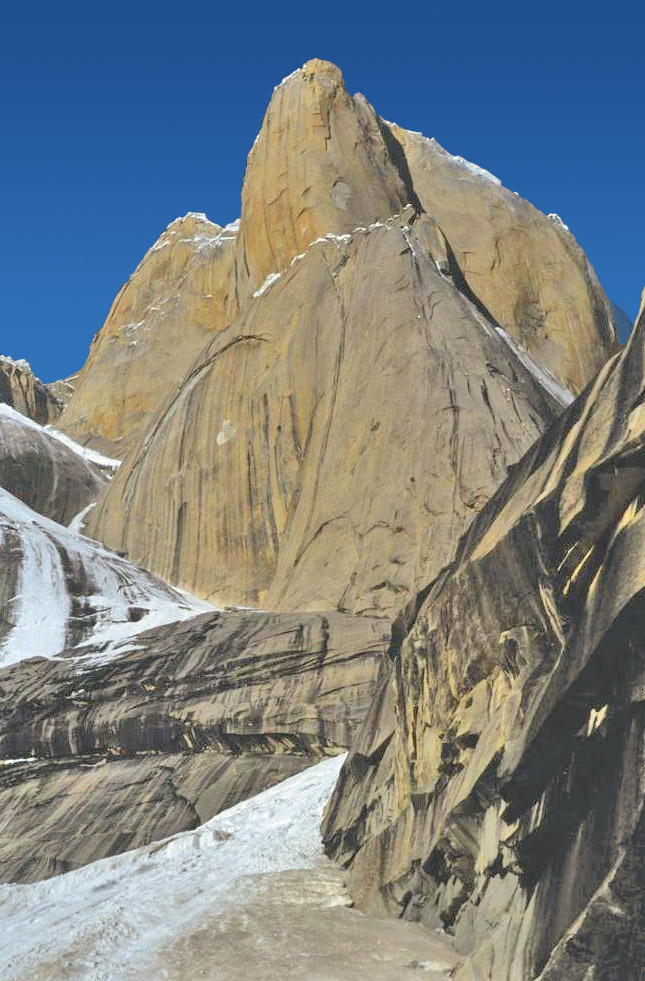
1500 m hohe Ostwand des Great Trango Tower

Im Sommer 1992 beschlossen der Schweizer Xaver Bongard und die Amerikaner John Middendorf und Ace Kvale (Fotograf), die 1.500 Meter hohe, glatte Ostwand des Ostgipfels des Great-Trango-Tower zu begehen. Seit der norwegischen Begehung von 1984, die in einer Tragödie endete, hatte niemand mehr den Ostgipfel erreicht. Die geplante neue Route war zwar etwas kürzer als die norwegische Route, aber sie war über die gesamte Länge steil und überhängend. Sie endet in der 200 m hohen Gipfelpyramide. Nach langwierigen und gefährlichen Vorarbeiten verbrachten sie am 13. Juli 1992 ihre erste Nacht in der Wand auf einem von Middendorf entworfenen Portaledge. An sicheren Plätzen errichteten sie in der senkrechten Wand Lager zum Biwakieren. Von dort aus trieben sie die Route in schwerster Kletterei voran und versicherten sie mit Fixseilen bis sie einen neuen, sicheren Lagerplatz einrichten konnten. Dann wurde alles Material in das neue Lager transportiert. Außerdem mussten sie solange das Wasser rationieren bis sie die Schneeflecken im oberen Teil der Wand erreichten. Bei der Kletterei gab es keine Erholungsphasen. Ein Teil der Strategie des Bigwall-Kletterns in der Höhe besteht darin, ein gutes Tempo zu halten und sich den Herausforderungen zu stellen, wenn sie auftauchen. „Man hat nicht viel Zeit, um Angst zu bekommen“, erklärte Middendorf. Am 25. Juli wurden sie drei Tage durch einen schweren Sturm aufgehalten, den sie auf ihrem schwankenden Portaledge abwarten mussten. Bongard und Middendorf erreichten den Gipfel am 28. Juli 1992. Sie fanden am Gipfel einen alten Haken der bewies, dass die Norweger 1984 auch den Ostgipfel des Great-Trango-Towers erreicht hatten, bevor sie beim Abstieg verunglückten. Bongard und Middendorf sind die ersten Kletterer, die lebend vom Ostgipfel zurückgekehrten. Middendorf erklärte, dass sie beiden bei der Erstbegehung viel Spaß hatten. „An einer steilen Wand gibt es viel Gelegenheit zum Herumalbern. Wir waren beide ziemlich stolz darauf, uns gegenseitig unsere Leistung im Vorstieg zu zeigen, wenn der andere das Material aus der Seillänge einsammelte. Aber vor allem hatten wir das Ziel, in der Wand so wenig Spuren als möglich zu hinterlassen und so effizient wie möglich zu klettern“. Mit der Ostwand des Great-Trango-Towers war eine der höchsten, senkrechten Felswände der Welt erstbegangen worden und Bigwall-Klettern erreichte Höhen um die 6200 m.
Schließlich, im Jahr 2001, verbanden Dean Potter und Timmy O’Neil in 23 Stunden und 45 Minuten die Bigwall-routen Southface am Mount Watkins, Regular NW-Face am Half Dome und The Nose am El Capitan. Dieser Link-up ging als Yosemite Triple Crown in die Klettergeschichte ein.

## Schwierigkeitsbewertung von Bigwall-Routen
Die Bewertung der Schwierigkeit einer Bigwal-Kletterei basiert auf mehreren Schwierigkeitsskalen. Gesondert bewertet werden für eine Route die klettertechnischen Schwierigkeit, die Schwierigkeit der technischen Fortbewegung sowie die „Leistungsbereitschaft“ (engl. Committment).

### Die UIAA-Skala
Der Schwierigkeit der Freikletterstellen werden nach der UIAA Skala (von I bis XII) bzw. einer äquivalenten Skala (siehe Schwierigkeitsskala Klettern) angegeben.

### Die A-Skala
Der Schwierigkeit der technischen Kletterei ist in der A-Skala angegeben (von A1 bis A5) (siehe Schwierigkeitsskala Technisches Klettern). Im sogenannten New Wave Aid Rating des American Alpine Club wurden Zwischenwerte eingefügt. Ben Lepesant und Thomas Wanner haben diese Skala (mit Humor) übersetzt und an die Besonderheiten der Bigwall-Kletterns angepasst.
|     | Beschreibung von Ben Lepesant und Thomas Wanner                                                                          |
| --- | --- |
| A0  | Technisches Vorwärtsbewegen an fixen Bohrhaken.                                                                          |
| A1  | Nur solide Sicherungsmöglichkeiten, guter Fels.                                                                          |
| A1+ | Das Gleiche in weniger angenehm, z. B. Riss in enger Verschneidung, Dach.                                                |
| A2  | Zwischen guten Sicherungen kurze Passagen an weniger soliden Placements.                                                 |
| A2+ | Die schwierigen Passagen sind zwar gut abgesichert, aber tricky.                                                         |
| A3  | Längere Passagen an schlechten Placements und/oder zweifelhaftem Fels. Gutes Sturzgelände.                               |
| A4  | Nur sehr vereinzelt gute Placements und schlechte Landezonen.                                                            |
| A5  | Lange Seillänge ohne gute Placements. Wer stürzt und überlebt, wertet die Länge ab auf A4+, deshalb: keinesfalls stürzen |

### Die C-Skala
Wird der Buchstabe „A“der A-Skala durch „C“ ersetzt, bezieht sich die Bewertung auf „sauberes“ Klettern. C steht für „clean“. Die Route wird ohne Hammer begangen, d. h. es werden nur mobile Sicherungsmittel eingesetzt. Als Ergänzung zu der Clean-Skala wird häufig der Buchstabe F hinzugefügt. Dieser besagt, dass in der Route fixe Sicherungsmittel vorhanden sind wie Haken, fixe Klemmkeile oder Copperheads.

### Die F-Skala
Andy Kirkpatrick hat zusätzlich die nicht ganz ernst gemeinte „Fearometer”-Skala vorgeschlagen.
|    | Beschreibung                |
| -- | --------------------------- |
| F1 | Keine Angst                 |
| F2 | Manchmal Angst              |
| F3 | Immer Angst                 |
| F4 | Der Sicherer hat auch Angst |

### Bewertung des notwendigen Aufwands
In die Bewertung des notwendigen Aufwands, um eine Route zu begehen, fließen deren Länge, Schwierigkeit und Kontinuität ein, sowie die Abgeschiedenheit des Berges und die Länge des Zustiegs. Dieses amerikanische National Climbing Classification System wird als „Commitment Grade“ bezeichnet, d. h. es wertet die Leistungsbereitschaft, die ein durchschnittliches Kletterteam für die Begehung einer Route zeigen muss. Um Verwechslungen mit der UIAA-Kletterskala zu vermeiden, wird meist das Wort „Grade“ vor die Schwierigkeit gesetzt. Bigwall-Klettern beginnt mit Grade IV.
|           | Beschreibung                                                                              | Beispiel                  |
| --------- | ----------------------------------------------------------------------------------------- | ------------------------- |
| Grade IV  | Lange Tagestour, die meisten Längen werden frei geklettert, einige technische Stellen     | El Capitan, West Face     |
| Grade V   | Kurzer Bigwall mit maximal ein bis zwei Biwaks, häufig sind Stellen technisch zu klettern | Half Dome, NW-Face        |
| Grade VI  | Bigwall von zwei bis sieben Tagen mit viele technisch anspruchsvolle Seillängen           | El Capitan, Mescalito     |
| Grade VII | Extremer Bigwall mit über sieben Biwaks in abgelegener Gegend und mit langem Zustieg      | Mt. Asgard, Baffin Island |

## Freie Begehungen von Bigwall-Routen
„Freie Begehung“ bedeutet, dass beim Klettern keine künstlichen Hilfsmittel zur Fortbewegung benutzt werden. Gesichert wird über Sicherungspunkte, die sich schon in der Wand befinden wie Felshaken oder mit mobiles Sicherungsmitteln wie Klemmkeile und Friends. Ab den späten 1980er Jahren gelange es, große Bigwall-Routen vollständig frei zu klettern und neue, freie Routen zu schaffen.
- 1988 kletterten Todd Skinner und Paul Piana erstmals die Salathé am El Capitan frei.[28]
- 1988 wiederholten Wolfgang Güllich und Kurt Albert  die Slowenenroute (5.11d) am Nameless Tower ohne technische Hilfsmittel.
- 1989 eröffneten Wolfgang Güllich und Kurt Albert am Südpfeiler des Nameless Tower die Route Eternal Flame (IX−, UIAA; 22 Seillängen. Mit ein paar technisch gekletterten Passagen galt sie lange Zeit als schwierigste Kletterroute über 5000 Meter.[29] 2009 wurde die Route von Franz Hinterbrandner, Mario Walder, Alexander und Thomas Huber erstmals frei geklettert.[28] 2022 waren auch Barbara Zangerl und Jacopo Larcher mit einer freien Begehung in nur sechs Tagen erfolgreich, wobei beide die Route ohne Sturz vorstiegen.[30]
- 1991 erreichte ein Fünferteam den Gipfel des Torre Central de Paine durch dessen kompakte Ostwand und nannte ihre Route Riders on the Storm. Kurt Albert und Bernd Arnold erreichten den Gipfel am 03/01/1991, Norbert Bätz, Peter Dittrich und Wolfgang Güllich am 27/01/1991.[31] Die 1300 Meter lange Route gilt als ein „Kronjuwel “des Kletterns in Patagonien. 2016, gelang Ines Papert, Mayan Smith-Gobat und Thomas Senf in 15 Tagen die vermutlich fünfte Begehung der Route. Obwohl noch einige Abschnitte technisch geklettert wurden, kamen sie, auch durch frei kletterbare neue Routenvarianten, der begehrten ersten freien Begehung einen Schritt näher.[31] Obwohl fast jährlich Freikletter-Versuche der Route unternommen wurden, fehlt bis Januar 2024 der Erfolg.[32]
- 1993 kletterte Lynn Hill die Nose am El Capitan frei 5.14a (8b+).[28] Ihr Kommentar „It goes boys“ wurde zu einem der legendärsten Sprüche der Kletterszene.
- 1995 kletterten Lynn Hill und Alex Lowe The West Face am El Capitan onsight (5.12b).[28]
- 1998 kletterten Thomas und Alex Huber in weniger als 16 Stunden am El Capitan erst El Nino (5.13c, 29 Seillängen) dann Freerider (5.12d, 38 Seillängen).[28]
- 2001 kletterte Alex Huber am El Capitan El Corazon (5.13b, 35 Seillängen). Tommy Caldwell und Beth Rodden gelang die zweite freie Begehung erst 2007.[28]
- 2012 kletterten David Lama und Peter Ortner am Cerro Torre die Compressor Route von Cesare Maestri frei (5.13), eine Begehung, die wegen der Begleitumstände des Red Bull Sponsorships heftig kritisiert wurde. Seit der Veröffentlichung des  Films der freien Begehung der Compressor Route ist die Begehung aber als ein Freikletter-Meilenstein und Meisterstück von Lama anerkannt.[33] Thomas und Alex Huber klettern am Mount Asgard die 1996 technisch erstbegangene Route Bavarian Diretissima frei und nannten sie The Bavarian/Belgariran (5.13), da ein Jahr zuvor ein Belgisches Team die Route bis auf eine Seillänge frei klettern konnte.[28]
- 2015 gelang schließlich Tommy Caldwell und Kevin Jorgeson die freie Begehung der Dawn Wall (5.14d) am El Capitan, die derzeit (Stand 2024) wohl schwierigste frei Bigwall-Route der Welt.[34]